# Норт Кејп Меј (Њу Џерзи)
Норт Кејп Меј (енгл. North Cape May) насељено је место без административног статуса у америчкој савезној држави Њу Џерзи.

## Демографија
По попису из 2010. године број становника је 3.226, што је 392 (-10,8%) становника мање него 2000. године.
| Група             | 2000.         | 2010.         |
| Белци             | 3.377 (93,3%) | 2.949 (91,4%) |
| Афроамериканци    | 101 (2,8%)    | 104 (3,2%)    |
| Азијати           | 17 (0,5%)     | 19 (0,6%)     |
| Хиспаноамериканци | 78 (2,2%)     | 118 (3,7%)    |
| Укупно            | 3.618         | 3.226         |